# Торхани (Шумерлинський район)
Торха́ни (рос. Торханы, чув. Турхан) — присілок у складі Шумерлинського району Чувашії, Росія. Адміністративний центр Торханського сільського поселення.
Населення — 604 особи (2010; 685 у 2002).
Національний склад:
- чуваші — 96 %